# Giovanni Acciaiuoli de Patres
Giovanni Acciaiuoli fou fill de Jacopo Acciaiuoli i germà de Neri I Acciaiuoli. Fou canònic de la Catedral de Florència el 29 de març de 1348 i pievà de San Pietro in Mercato de Florència el 9 de març de 1349. Fou bisbe de Patres nomenat el 18 de maig de 1360.
Va morir a Patres el març de 1363.